# Hiroo Shima
Hiroo Shima (jap.  嶋 宏大), född 10 maj 1963 i Shimokawa på ön Hokkaidō, är en japansk tidigare backhoppare. Han representerade Chizaki Kōgyō.

## Karriär
Hiroo Shima debuterade internationellt under olympiska spelen 1984 i Sarajevo i dåvarande Jugoslavien. Han slutade på en 44:e plats i normalbacken och blev nummer 51 i stora backen. Året efter debuterade Hiroo Shima i världscupen. Han blev nummer 11 i sin första världscupdeltävling, i normalbacken Miyanomori på hemmaplan i Sapporo. Hiroo Shima var bland de tolv bästa i en världscuptävling fyra gånger, alla gångarna i Sapporo. Som bäst blev han nummer tre 24 januari 1987. Han blev som bäst nummer 29 sammanlagt i världscupen, säsongen 1986/1987. 
Under Skid-VM 1987 i Oberstdorf i dåvarande Västtyskland tävlade Hiroo Shima i stora backen i Schattenberg. Han blev nummer 60 av 66 deltagare. Hiroo Shima deltog i tysk-österrikiska backhopparveckan säsongerna 1986/1987 och 1987/1988 utan nämnvärda framgångar. Sista säsongen i backhopparveckan var han bland de 100 bästa endast i avslutningstävlingen i Paul-Ausserleitner-backen i Bischofshofen i Österrike.
Hiroo Shima avslutade sin backhoppskarriär 1988.